# Iris Ekroth
Iris Sylvia Amanda Ekroth (i riksdagen kallad Ekroth i Huskvarna), född 15 oktober 1908 i Hakarps församling, Jönköpings län, död 17 september 1994 i Huskvarna, var en svensk socialdemokratisk riksdagspolitiker.
Ekroth var ledamot av riksdagens andra kammare från 1961, invald i Jönköpings läns valkrets.